# كوكاكولا خالي السكر
كوكا-كولا زيرو (بالإنجليزية: Coca-Cola Zero) هو مشروب غازي خالٍ من السكر والسعرات الحرارية تنتجه شركة كوكا-كولا. تم إطلاقه لأول مرة عام 2005 كبديل لمشروب "كوكا-كولا دايت"، بهدف تقديم طعم أقرب إلى طعم الكوكا-كولا الأصلية لكن بدون سكر أو سعرات.

## الخلفية
طُوّر كوكا-كولا زيرو استجابةً لطلب المستهلكين على مشروب لا يحتوي على سكر ويُشبه الكوكا-كولا الأصلية. استُهدف به فئة الشباب، خاصة الذكور الذين لا يفضلون مشروبات الدايت التقليدية.

## المكونات
تختلف المكونات قليلًا حسب الدولة، لكنها عادةً تشمل:
- ماء مكربن
- لون الكراميل (E150d)
- حمض الفوسفوريك
- نكهات طبيعية
- كافيين
- محليات صناعية: أسبارتام وأسيسولفام بوتاسيوم

يحتوي المشروب على تحذير صحي للأشخاص المصابين بـ فينيل كيتون يوريا بسبب وجود الفينيل ألانين الناتج من الأسبارتام.

## القيم الغذائية
لا يحتوي كوكا-كولا زيرو على سعرات حرارية أو كربوهيدرات أو دهون. وتحتوي العبوة التي بحجم 355 مل على حوالي 34 ملغ من الكافيين.

## الفرق بين كوكا-كولا زيرو ودايت كوك
رغم تشابه المنتجين في كونهما خاليين من السكر والسعرات، توجد فروقات:
| العنصر       | كوكا-كولا زيرو                | دايت كوك      |
| ------------ | ----------------------------- | ------------- |
| الطعم        | أقرب للأصلية                  | أخف           |
| نوع المحليات | أسبارتام + أسيسولفام بوتاسيوم | أسبارتام فقط  |
| تركيبة الطعم | مشابهة لكوكا-كولا الأصلية     | تركيبة مختلفة |

## التحديثات
- عام 2017: أعيدت تسميته إلى "Coca-Cola Zero Sugar".
- عام 2021: تم تحسين الطعم وتصميم العبوة ضمن خطة تسويقية عالمية.

## الجدل والمخاوف الصحية
تعتمد كوكا-كولا زيرو على محليات صناعية، مثل الأسبارتام، وهي مُعترف بها كآمنة من قبل إدارة الغذاء والدواء الأمريكية، لكن استخدامها لا يزال محل نقاش لدى بعض الباحثين.

## الحصة السوقية
يُعد كوكا-كولا زيرو من أنجح المشروبات الغازية الخالية من السكر. وقد تفوق في بعض الأسواق على مشروب دايت كوك، خصوصًا في فئة الشباب.

## التغليف
كانت العبوة الأصلية سوداء مع شعار كوكا-كولا بالأحمر، وفي تحديثات لاحقة أضيف اللون الأحمر بشكل أوضح مع كتابة "Zero Sugar".

## التاريخ
يعد كوكاكولا خالي السكر من أكبر منتجات كوكاكولا التي أطلقت من 22 سنة.
أقامت وكالة إبداع كريسبين بورتر وبوقوسكي حملة عالمية للتسويق عن طريق تذوق المنتج الذي لايمكن تمييزه عن كوكاكولا الأصلي على عكس حمية كوكا كولا الذي يحوي على نكهة مختلفة تمامًا.

## إعادة تشكيل  2017
على الرغم من ارتفاع نسبة المبيعات في الولايات المتحدة عام 2017 الا أن شركة كوكاكولا أعلنت عن احتمالية تغيير علامتها التجارية وإعادة تشكيل مكونات كوكاكولا خالي السكر وتهدف إلى تأكيد تذوق نقص محتوى السكر من المنتج.
تم تذوق التركيبة الجديدة لأول مرة في المملكة المتحدة في يونيو عام 2016، ومع التخطيط في إطلاقه إلى الدول الأخرى خلال الشهور المقبلة.
سبب هذا الانتقال ردة فعل إيجابية صوتية حيث صوت مركز واشنطن  لكوكاكولا خالي السكر وحقق عدد كبير من المعجبين الذين قارنوا بين هذا المنتج ومنتج كوكاكولا الجديد الذي أطلق عام 1985.
على كل حال  علق المحرر التنفيذي دانييل ستانفورد بان المشروب المهضم يشابه طعم كوكاكولا الأصلي في النكهة، وان التركيبة تغيرت بدرجة ضئيلة جدًا حيث أن قائمة المكونات كانت نفسها. كما علق أيضًا أن تغيير علامتها التجارية كانت التأكيد الأساسي للمنتج.
تم إعادة إطلاق المشروب الغازي «كوكاكولا خالي السكر» ولكن واجه صعوبات مبدئية في تقبل المشروب في أستراليا عام 2017

## الشعار
الشعار الاصلي لكوكاكولا خالي السكر تميز بشكل عام بنفس شعار كوكاكولا المكتوب باللون الأحمر والأبيض مع زخارف مع كلمة «زيرو» في أسفل العلبة بخط تايبفيس افينيير الهندسي (أو نسخة مصممة حسب الطلب).
وهذه الكلمات تكتب في خلفية سوداء. وقد تتفاوت بعض التفاصيل من دولة لأخرى. العبوات الأخرى تغلف في نفس الوان زخارف كوكاكولا بينما القديم كان مزخرف باللون الابين والحروف بالأحمر.
تميز شعار كوكاكولا خالي السكر بالزخارف البيضاء، وكلمة «زيرو» باللون الأسود أسفل العبوة.
كلمة «زيرو» في أسفل العلبة بالشكل الهندسي تايبفيس افينير أو (نسخة مصممه حسب الطلب)
وكلمة «سكر» في أعلى العبوة تكون باللون الأحمر على خلفية باللون الأسود.

## المكونات
بيعت كل منتجات كوكاكولا خالي السكر بمختلف الدول بناء على تميزها بنفس نكهة التركيبة الأولى لكوكاكولا وكلهم مشروبات غازية. يحتوي اللتر الواحد من كوكاكولا خالي السكر على 96 مل غ من الكافيين، بالإضافة إلى استخدام المحليات الصناعية ويحتوي على الأسبارتام والبوتاسيوم أسيسولفام في الولايات المتحدة.
على كل حال، تتفاوت استخدام المحليات والمواد الحافظة من سوق إلى اخر.

## المحليات والمخاوف الصحية
حظرت هيئة الدواء والغذاء الأمريكية سيكلامات الصوديوم والتي تعتبر نوع من أنواع المحليات الصناعية مرتفعة السعر منذ عام 1969 عندما اكتشفوا أنها مادة  مسرطنة كانت تستخدم في منتج كوكاكولا المتواجد في المانيا وإيطاليا واسبانيا والبرتغال وفينزويلا وشيل وبعض الدول الأمريكية الرئيسية كما استخدمت لفترة في المكسيك قبل أن تؤدي حملة المستهلك إلى إزالة المشروب في عام 2008.
طلبت فنزويلا إزالة مشروب كوكاكولا من الأسواق بكونه يحتوي على مستويات شرعية من سيكلامات الصوديوم في يوليو عام 2009.

## التسويق

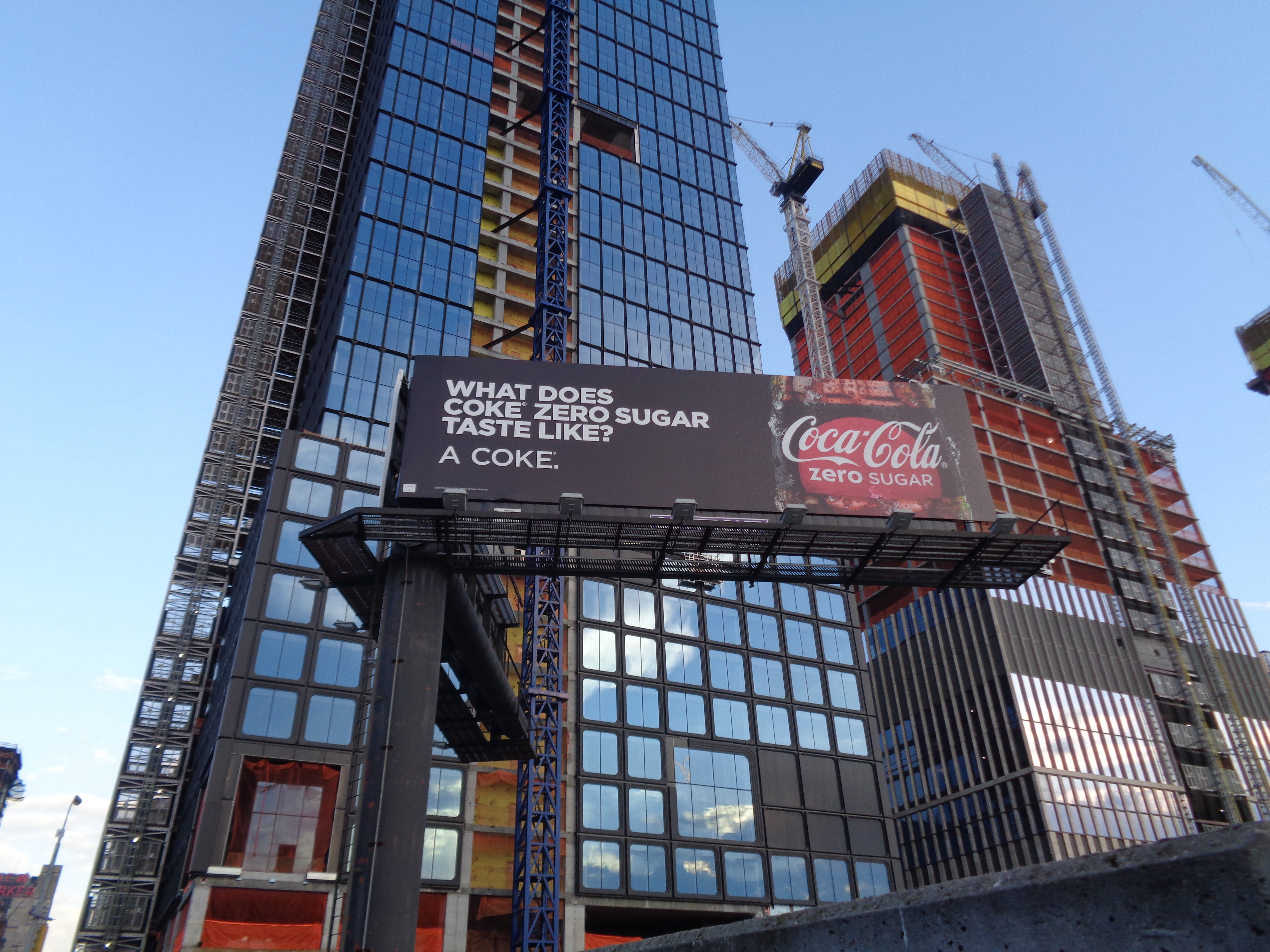
لوحة اعلان كوكاكولا في ساحة هودسون، منهاتن عام 2017

تم تسويق مشروب كوكاكولا خالي السكر الأصلي بشكل خاص للشباب، والذي اعتبروه مرتبط بمشروب حمية كوكاكولا للنساء كما كان التسويق الأول تجاه الشباب البالغين، وأطلقوا عليه الاسم المستعار «بلوك كوك» في المملكة المتحدة.
وفي الولايات الأمريكية تم تصميم الإعلانات الملائمة للسوق المستهدف من خلال وصف المشروب باسم «بدون سعرات حرارية» بدلًا من «دايت» منذ أن الشباب البالغين اعتقدوا بأن الدايت مرتبط بالنساء. كما أكد تسويق الولايات الأمريكية أنه بنفس نكهة كوكاكولا الأصلي. كما ركزت الحملة الإعلانية للمشروب على أن المدراء التنفيذيين لشركة كوكاكولا كانوا غاضبين جدًا من أوجه الشبه للمشروبات، كما تمت مقاضاة العاملين على انتهاك النكهة والفكرة الرئيسية لكوكاكولا خالي السكر كما تم إعلانه خلال سوبر بول XLIII بشكل ساخر لشعار كوكاكولا التجاري «اهلا ياطفل، التقط» والذي قطع من مسؤولين كوكاكولا واتهموا «تروي بولمالو» لسرقة تجارتهم.
أطلق المنتج في أستراليا ودعم من قبل مجموعة مزيفة وشملت الحملة على كتابة على الجدران الخارجية والبريد الالكتروني  الذي ذكر الصفحة المزيفة، كما فضحت المستهلك الذي يدعي ويهاجم الحملة بزعم أنها تضلل وتنشر حركة كوكاكولا خالي السكر لتعلق على أخلاقيات نشاط شركة كوكاكولا.
يرعى كوكا كولا خالي السكر نادي بوروسيا دورتموند في  NASCAR وبطولة كأس ناسكار سوبرينت كوكس زيرو 400 في سباق دايتونا الدولي السريع في يوليو وقبل 8 ساعات سوزوكا في اليابان
في عام 2013 بدل شعار كوكاكولا الأصلي بعلب كوكاكولا دايت وكوكاكولا خالي السكر في العديد من الدول الاوروبية مع حملة ضمت أكثر من 150 اسم معروف ومحلي طيلة فصل الصيف باسم «شارك كوكاكولا». وتم استخدام نفس الحملة في امريكا الشمالية في الصيف التالي.
أطلقت شركة كوكاكولا خالي السكر موقع إلكتروني فعال يسمح للأشخاص بإعادة  تصميم سترة الكريسماس لكوكاكولا في شتاء 2013 , والذي كان له دور هام في المملكة المتحدة من تقاليد الكريسماس في الموقع، يمكن للأشخاص أن يختاروا تفاصيل القطع والنمط والرموز لسترتهم. كما يمكنهم الانضمام للمتنافسين المشاهير، يمكن للمشاركين اختيار شجرة الكريسماس وقبعة سانتا وحيوانات الرنة والزلاجات والديك الرومي. كما ربطت هذه المبادرة بحملة مواقع التواصل الاجتماعي بينما تم تصنيع أفضل 10 تصاميم للسترات مع أعلى تصويت وشحنت إلى المتنافسين الفائزين. وفقا إلى شركة كوكاكولا فإن الموقع احصى إلى مايقارب 42,000 تصميم للسترات في أول أربع أيام من بدء المنافسة.

## التغيرات
| الاسم                                  |  | وقت الاطلاق | ملاحظات الخصم |
| كوكاكولا خالي السكر والكافيين          |  | 2010        | اطلق كوكاكولا خالي السكر والكافيين لأول مرة في فرنسا فبراير 2010 ومن ثم اطلق في اليابان باسم كوكاكولا خالي السكر في ابريل 2010 , بعد ذلك اطلق في هولندا وبلجيكا واليونان وكسمبورغ باسم كوكاكولا خالي السكر والكافيين منذ ان بدأ عام 2011 وفي الولايات المتحدة منذ يوليو 2013 .                                                   |
| كوكاكولا الكرز خالي السكر              |  | 2007        | قدم كوكاكولا خالي السكر بنكهة الكرز في اواخر يناير عام 2007 وكان متوفر بشكل واسع في جميع أنحاء الولايات المتحدة قبل ظهوره بشكل رسمي لاول مرة في اسبوع الموضة المقام في مدينة نيويورك 7 فبراير، عام 2007. وأطلق في المملكة المتحدة عام 2014 , كما أطلق مع كوكاكولا الليمون الخالي السكر في لوكسمبورغ وبولندا وبلجيكا في عام 2017. |
| كوكاكولا الفانيليا خالي السكر          |  | 2007        | قدم كوكاكولا خالي السكر بنكهة الفانيليلا في الولايات المتحدة في يناير 2007 في وقت واحد مع إعادة إطلاق كوكاكولا الفانيليا وبعد ذلك لاحقًا قدم في المملكة المتحدة في 2017, كما بيع ايضا في استراليا ونيوزلاندا وبلجيكا. |
| كوكاكولا الليمون خالي السكر            |  | 2017        | تم بيع كوكاكولا خالي السكر بنكهة الليمون منذ 2017 في إيطاليا ولوكسمبورغ وبلجيكا والنرويج وهولندا والسويد وبولندا وإسرائيل. |
| كوكاكولا الخوخ خالي السكر              |  | 2018        | أطلق كوكاكولا خالي السكر بنكهة الخوخ في المملكة المتحدة في 2018. |
| كوكاكولا كلير                          |  | 2018        | أطلقت نسخة كوكاكولا "كلير " خالي السكر مع اضافة الليمون في اليابان عام 2018. |
| كوكاكولا التوت خالي السكر              |  | 2018        | أطلق كوكاكولا خالي السكر بنكهة توت العليق في النرويج عام 2018 وفي المملكة المتحدة عام 2019 . |
| كوكاكولا القرفة خالي السكر             |  | 2018        | أطلق كوكاكولا خالي السكر بنكهة القرفة في المملكة المتحدة وبولندا وليثونيا وايستونيا عام 2018 . |
| كوكاكولا الفانيليا البرتقال خالي السكر |  | 2019        | أتيحت كوكاكولا خالي السكر بنكهة فانيليا البرتقال على الصعيد الوطني في الولايات المتحدة في 25 فبراير عام 2019 . |

## التوزيع
تم بيع كوكاكولا خالي السكر في:
- أفغانستان
- ألبانيا
- الجزائر
- أنغولا
- الأرجنتين (منذ يناير 2007)
- أرمينيا (منذ مارس 2015)
- أروبا (منذ 2009)
- أستراليا (منذ يناير 2006 , نكهة الكرز والفانيلا الخالي السكر أيضًا)[45]
- النمسا (منذ فبراير 2007)
- جزر البهاما
- البحرين
- بنغلاديش (منذ أغسطس 2017)
- باربادوس
- روسيا البيضاء
- بلجيكا (منذ شهر أغسطس 2006)
- بوليفيا (يناير 2007 منذ)
- البوسنة والهرسك (منذ يناير 2012)
- البرازيل (2007 منذ يناير)[46]
- بلغاريا (منذ 2013 مارس)
- كندا (منذ فبراير 2005) نكهة الفانيلا الخالي السكر أيضًا.
- تشيلي (أبريل 2007 (منذ، عام 2018  "Coca-Cola Sin Azúcar" تم تغيير علامتها التجارية باسم
- الصين (منذ يناير 2008)
- كولومبيا (منذ فبراير 2008)
- كوستاريكا (سبتمبر 2008 منذ)
- كرواتيا (فبراير 2007 منذ)
- قبرص (أغسطس 2007 منذ)
- جمهورية التشيك  (يناير 2008 منذ)
- الدنمارك (منذ يناير 2007)
- جمهورية الدومينيكان (أبريل 2008 منذ)
- الإكوادور (سبتمبر 2007 منذ)
- مصر (منذ يوليو 2007)
- السلفادور (نوفمبر 2007 منذ)
- إستونيا (2008 مارس منذ)
- جزر فارو (يناير 2007 منذ)
- فنلندا (نوفمبر 2006  منذ) كوكاكولا الكرز خالي السكر
- فرنسا (منذ يناير 2007  ) نكهة الكرز وكوكاكولا خالي الكافيين والسكر
- جورجيا
- ألمانيا (منذ يوليو 2006  ) نكهة كوكاكولا خالي الكافيين والسكر
- غانا
- جبل طارق
- اليونان (منذ يناير 2007  ) نكهة كوكاكولا خالي الكافيين والسكر
- غواتيمالا (مايو 2012 منذ)
- هندوراس
- هونغ كونغ (منذ مارس 2007)
- هنقاريا (أبريل 2008 منذ)
- آيسلندا (مارس 2007 منذ)
- الهند (منذ سبتمبر 2014  )
- اندونوسيا (منذ فبراير 2008  )
- إيران
- ايرلندا (منذ يونيو 2006  )
- إسرائيل (منذ مارس 2008  )
- إيطاليا
- جمايكا (منذ يونيو 2009  )[48]
- اليابان (منذ يونيو 2007  ) نكهة كوكاكولا خالي الكافيين والسكر
- الأردن (منذ 2007)
- كازاخستان (منذ أبريل 2011  )
- كوسوفو
- الكويت
- ليتوانيا (منذ مارس 2008  )
- لاتفيا (منذ مارس 2008)
- لبنان
- ليسوتو
- لوكسمبورغ
- مقدونيا (منذ مارس 2013)
- ماليزيا (منذ ديسمبر 2014  )
- جزر المالديف (منذ سبتمبر 2015  )
- مالطا
- موريشيوس (منذ أغسطس 2008)
- المكسيك ((منذ يناير 2007  , عام 2017  "Coca-Cola Sin Azúcar" تم تغيير علامتها التجارية باسم
- مولدوفا (منذ فبراير 2017)
- المغرب
- ناميبيا
- نيبال
- نيوزلندا (منذ يناير 2006  ) نكهة الفانيلا الخالي والسكر
- هولندا (منذ فبراير 2007  ) نكهة كوكاكولا خالي الكافيين والسكر
- نيكاراغوا (منذ بداية 2012)
- نيجيريا
- النرويج (منذ سبتمبر 2006)[49]
- سلطنة عمان
- باكستان
- الضفة الغربية وقطاع غزة (منذ فبراير 2008)
- بنما (منذ فبراير 2009)
- بابوا غينيا الجديدة (منذ 2007)
- باراغواي
- بيرو (منذ يناير 2007)[50]
- الفلبين (منذ فبراير 2008  )
- بولندا (منذ مارس 2008  (, نكهة كوكاكولا الكرز خالي السكر والجير منذ ديسمبر 2017 , وكوكاكولا القرفة خالي السكر منذ ديسمبر 2018
- البرتغال (منذ مايو 2005  )[51]
- بورتوريكو
- قطر
- رومانيا (منذ أبريل 2007  )
- روسيا منذ مايو 2015)) كوكاكولا الكرز خالي السكر
- رواندا (2008منذ)
- المملكة العربية السعودية
- صربيا (منذ سبتمبر 2007)
- سنغافورة (منذ فبراير 2008)
- سلوفاكيا (منذ يناير 2008)
- سلوفينيا (منذ يناير 2008)
- افريقيا الجنوبية (منذ أغسطس 2008)
- كوريا الجنوبية (منذ أبريل 2006)
- اسبانيا  (منذ يونيو 2006)[52] كوكاكولا خالي السكر والكافيين
- سانت كيتس ونيفيس (منذ سبتمبر 2009)
- السويد (منذ مارس 2007)
- سويسرا (منذ فبراير 2007)
- سوريا (منذ أغسطس 2009)
- تايوان (مارس 2007 منذ)
- تايلاند (منذ مايو 2007)
- ترينيداد وتوباغو (2007منذ)
- تونس (2008منذ)
- تركيا (منذ فبراير 2008)
- اوغندا (منذ نوفمبر 2011)
- اوكرانيا (منذ فبراير 2017)
- الإمارات (منذ فبراير 2008)
- المملكة المتحدة (منذ 10 يونيو 2006)[53]
- الولايات المتحدة الأمريكية (يونيو 2005 منذ)
- الأوروغواي (ديسمبر 2007 منذ)
- أوزبكستان (2007منذ)
- فيتنام (2015منذ)
- زامبيا